# Phronia biarcuata
Phronia biarcuata es una especie de mosquito del género Phronia, categorizada en la tribu Mycetophilini, subfamilia Mycetophilinae.

## Distribución
Se distribuye por Europa: Reino Unido, Noruega, Finlandia, Suecia, Estonia, Bélgica, Alemania, Eslovaquia e Italia.

## Taxonomía
Fue descrita por Becker en 1908.
Tratamiento taxonómico
La especie aparece registrada y publicada en Dipteren der Kanarischen Inseln. Mitt. Zool. Mus. Berl., 4.